# Боснар, Эдди
Эдди Боснар (англ. Eddy Bosnar; род. 29 апреля 1980[…], Сидней) — австралийский футболист, играл на позиции центрального защитника. Выступал за клубы чемпионатов Австралии, Австрии, Нидерландов, Хорватии, Японии, Южной Кореи и Китая.

## Клубная карьера
В 1997 году после окончания Австралийского института спорта Боснар начал профессиональную карьеру футболиста — в «Ньюкасл Юнайтед Джетс». После нескольких сезонов в Австралии, в клубах Northern Spirit и «Сидней Юнайтед», в 2000 году Эдди Боснар переехал в Хорватию. Там он присоединился к «Динамо» (Загреб), в составе которого провел один сезон. Затем Боснар на три года вернулся в Австралию — в клуб «Штурм». А после, в 2004 году, переехал в Англию. Однако из-за травмы он ни разу не вышел на поле в составе английского «Эвертона». В 2005 году Боснар вернулся в «Динамо», но вскоре сменил его на другой хорватский клуб — «Риеку». В 2006 году он на два года присоединился к клубу «Хераклес» из Нидерландов. В 2008 году Боснар снова сменил чемпионат и переехал в Японию — в «ДЖЕФ Юнайтед Итихара Тиба», а затем в «Симидзу С-Палс». В 2012 году он перешел в клуб Южной Кореи «Сувон Самсунг Блюуингз», за который провел 36 матчей. 18 июля 2013 года состоялся трансфер Эдди Боснара в клуб китайской Суперлиги «Гуанчжоу Фули».
1 февраля 2014 года Боснар подписал контракт с австралийским «Сентрал Кост Маринерс». В феврале 2016 года футболист вернулся в «Сидней Юнайтед», спустя 15 лет после его последней игры за этот клуб.

## Карьера в сборной
Эдди Боснар представлял Австралию на трех уровнях молодёжных команд сборной — до 17 лет, до 20 лет и до 23 лет. В 1999 году он участвовал в молодежном Чемпионате мира, отыграв за Австралию 3 матча.

## Личные факты
Эдди Боснар имеет хорватское происхождение.
Два младших брата Боснара Милан и Иван — также профессиональные футболисты. Эдди Боснар и его братья Милан, Иван и Марко управляют австралийской франшизой хорватской пекарни «Млинар» в Западном Сиднее.